# Kaj Wistbacka
Karl Ruben Kaj Wistbacka, född 2 februari 1943 i Finland, uppvuxen i svenskspråkiga Terjärv i Österbotten i Finland, är en konstnär och illustratör. Han flyttade till Stockholm 1970. Hans mest kända verk är omslagsillustrationerna till Jan Guillous böcker om Carl Hamilton och Arn Magnusson. Han har även gjort omslag till andra böcker, bland annat de svenska utgåvorna av vissa av Dean Koontz böcker.